# Gilmar
Gylmar dos Santos Neves, mer känd som Gilmar, född 22 augusti 1930 i Santos, São Paulo, död 25 augusti 2013 i São Paulo, var en brasiliansk professionell fotbollsmålvakt, som mellan 1956 och 1969 spelade 94 landskamper för det brasilianska landslaget, och allmänt räknas som landets främsta målvakt genom tiderna. 
Gilmar vann två världsmästartitlar, 1958 och 1962. Han vaktade även målet i två av Brasiliens tre matcher i VM 1966. Klubblagskarriären tillbringade Gilmar i Corinthians och Santos. Med Corinthians blev han delstatsmästare 1951, 1952 och 1954. Under 1960-talet, då han spelade i Santos tillsammans med bland annat Pelé, var han med om att vinna allt, som klubben ställde upp i; femfaldig mästare i São-Paulo-mästerskapet (1962, 1964, 1965, 1967 och 1968), fyra brasilianska mästerskapstitlar (1962, 1963, 1964 och 1965), två Copa Libertadores (1962 och 1963) och två segrar i Interkontinentalcupen dessa två år.

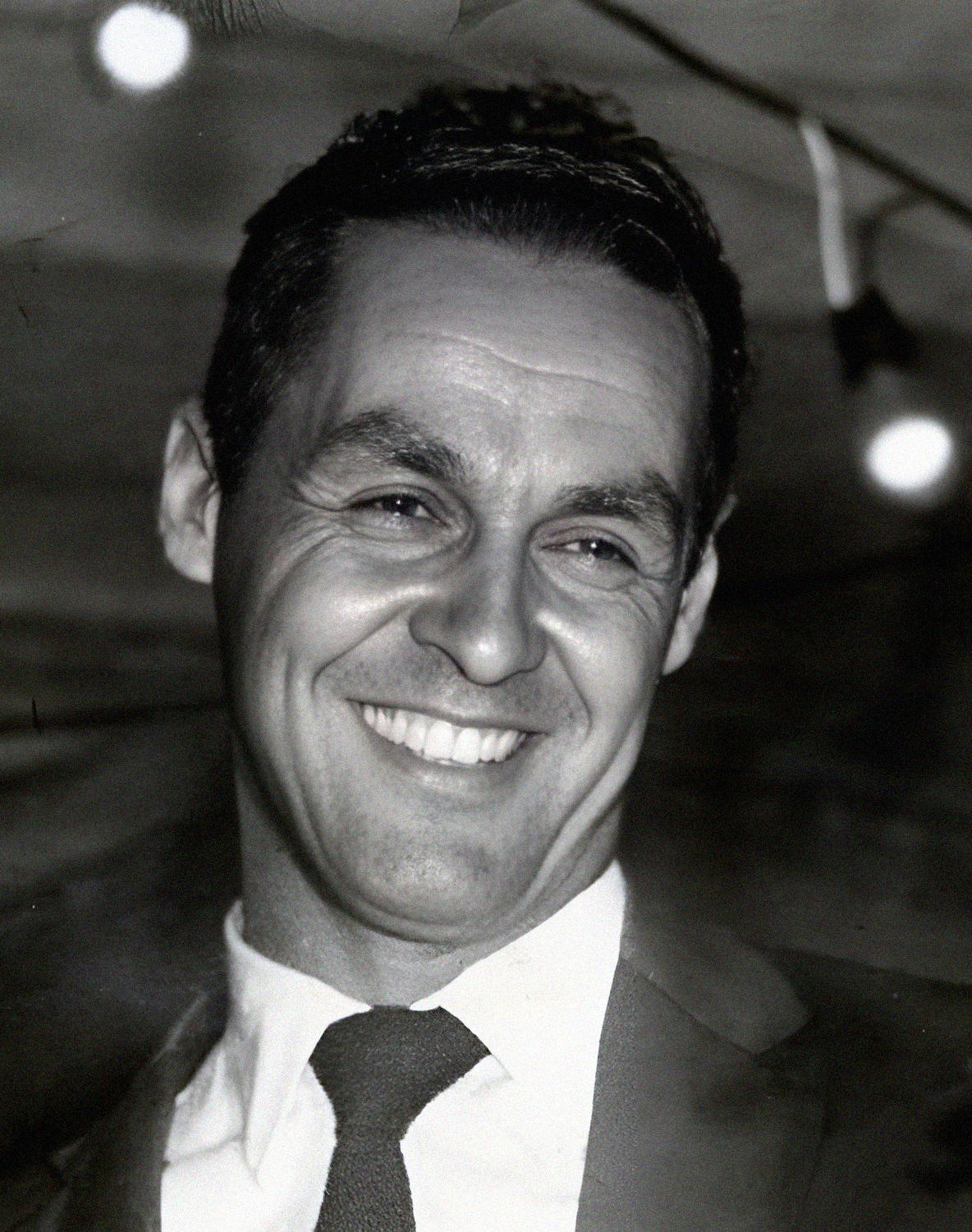
Gilmar vid VM 1958.